# Ткварчал
Ткварчал (абх. Тҟəарчал, груз. ტყვარჩელი) је град у Абхазија. Према попису из 2011. у граду је живело 5.013 становника.

## Становништво
Према попису, у граду је 2011. живело 5.013 становника.
| 1989.  | 2011. |
| ------ | ----- |
| 21.578 | 5.013 |